# Jet separation
In spettrometria di massa la jet separation è un'interfaccia non ionizzante tra gascromatografo e spettrometro di massa.
Con le colonne capillari  per gascromatografia (flussi < 1 ml/min) non sono più necessarie interfacce e si introduce il campione direttamente nella camera di ionizzazione. Questa e altre interfacce sono quindi state largamente soppiantate.

## Meccanismo
La colonna capillare è interrotta in una camera prima della sorgente. La camera è attaccata a una pompa che trascina via le molecole più leggere del gas di trasporto, mentre quelle più pesanti dell'analita passano. Questa interfaccia non è adeguata per l'analisi quantitativa.
Il metodo è simile all'open split.